# Eucalyptus wandoo

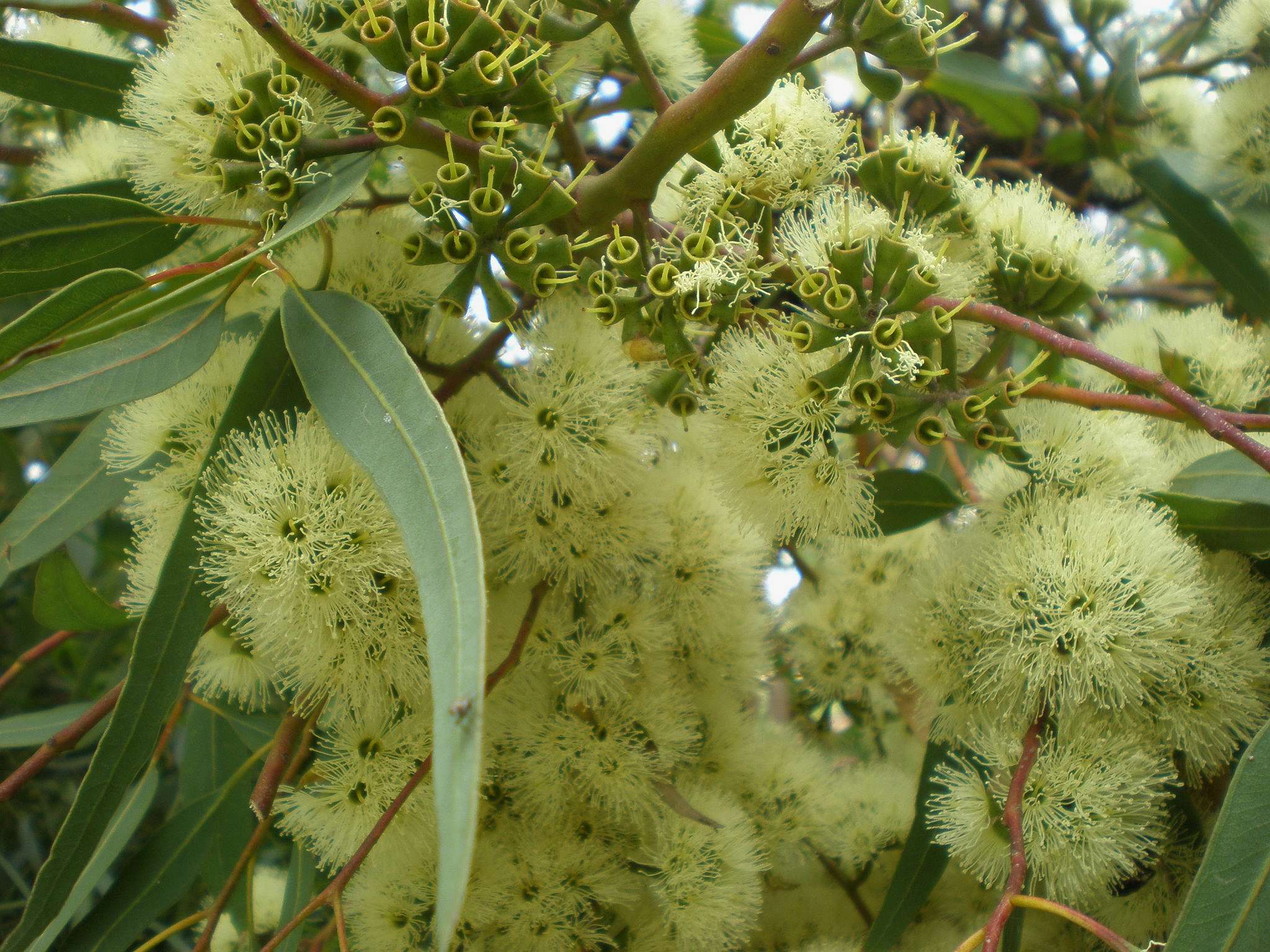
Flor e cápsulas de E. wandoo.

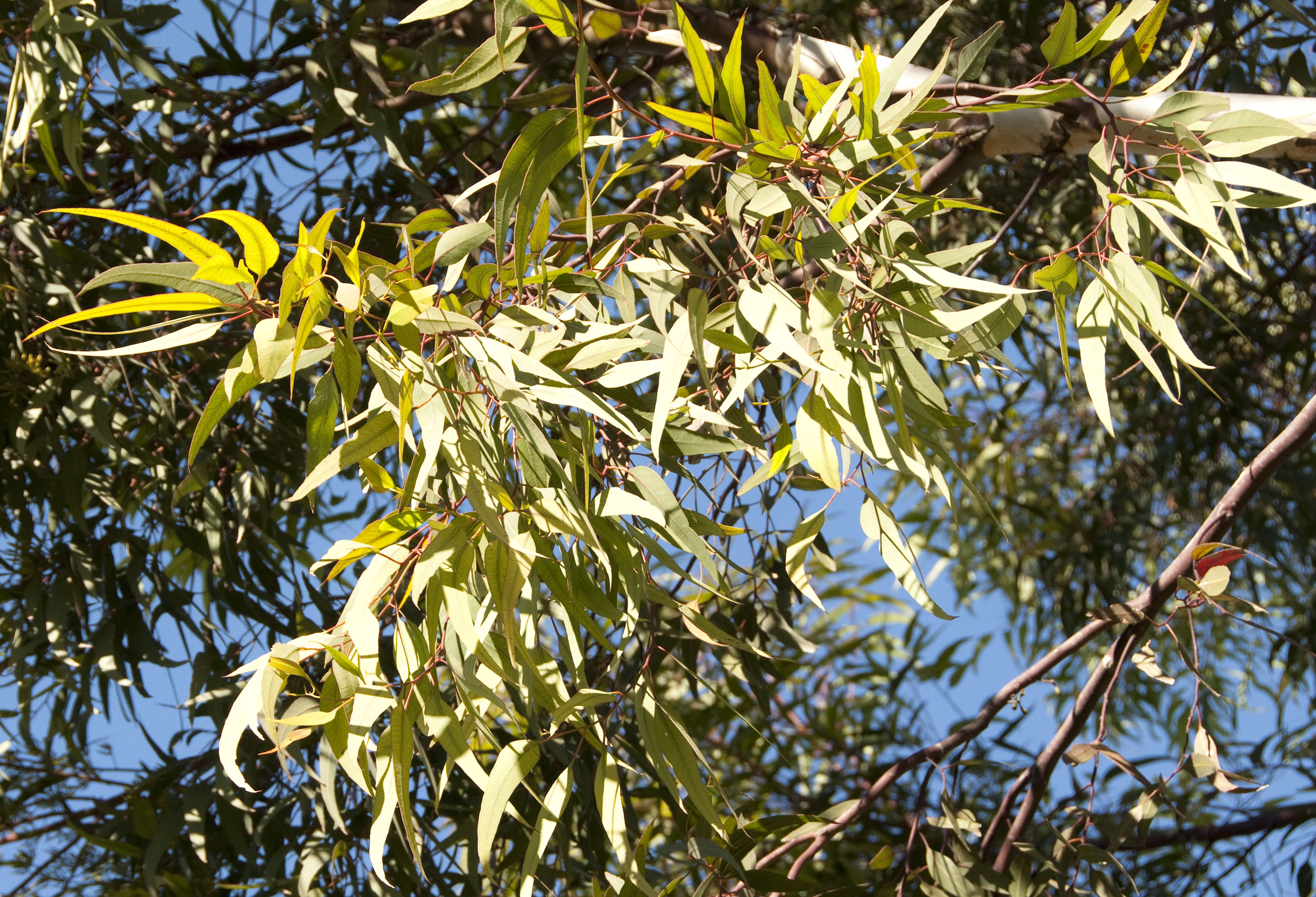
Folhagem de E. wandoo.

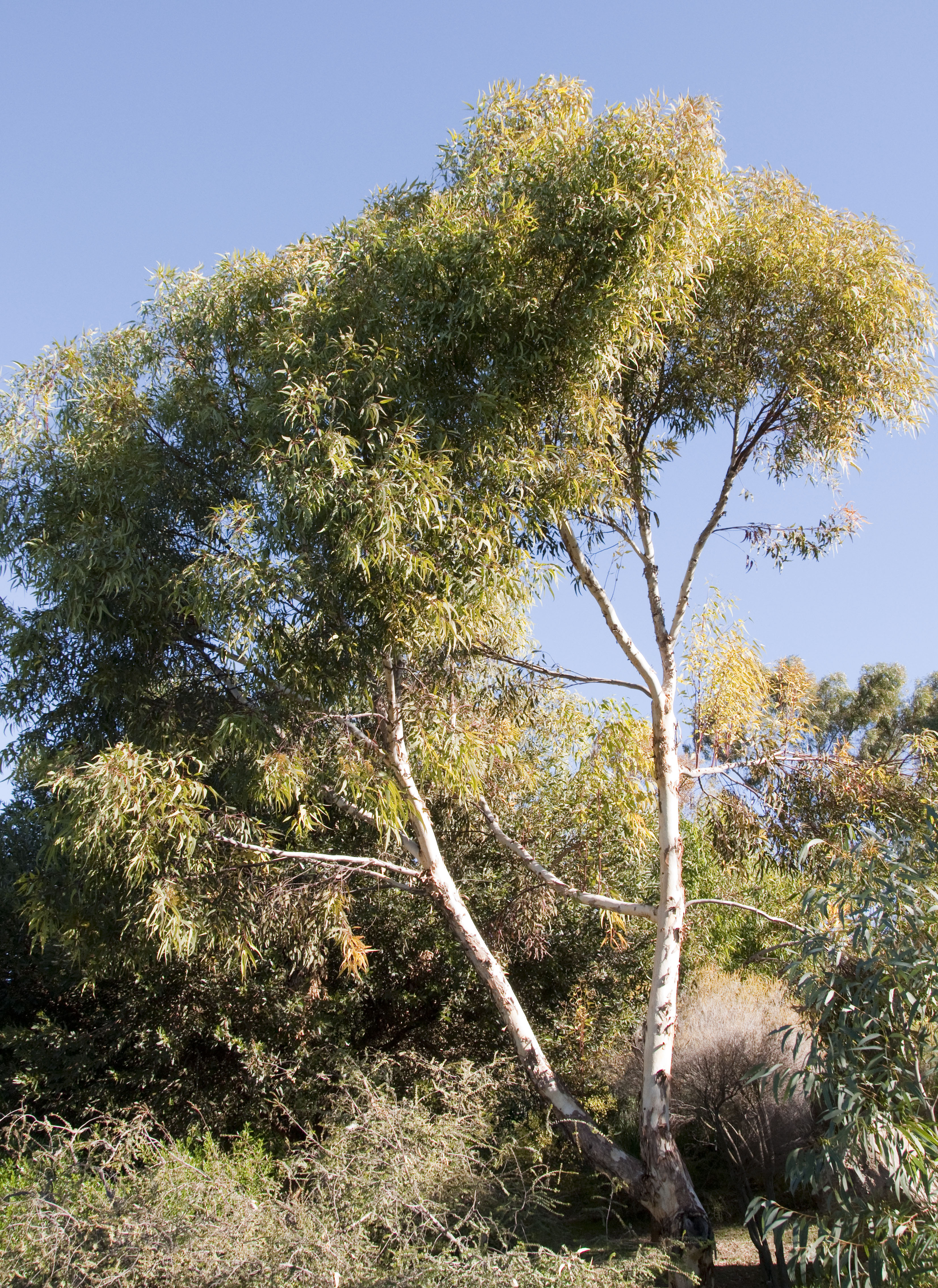
E. wandoo cultivado no en.

Eucalyptus wandoo é uma árvore de pequeno a médio porte endêmica do sudoeste da Austrália Ocidental. Tem casca lisa, folhas adultas em forma de lança, gomos de flores em grupos de nove a dezessete, flores brancas e frutos cônicos a cilíndricos.
O E. wandoo foi descrito pela primeira vez em 1934 pelo botânico australiano William Blakely [en] em seu livro A Key to the Eucalypts, usando material coletado pelo colecionador inglês Augustus Frederick Oldfield [en] em uma planície de areia ao longo do rio Kalgan [en]. Em janeiro de 2023, a base de dados Plants of the World Online lista o Eucalyptus redunca var. elata como sinônimo taxonômico do E. wandoo.
A área de distribuição da árvore se estende de Morawa [en], ao norte, até o sul, passando pela Darling Range, até a Stirling Range e a costa sul, perto do rio Pallinup [en]. Há uma população periférica encontrada a leste de Narembeen [en], na Reserva Twine. É nativa das seguintes biorregiões do IBRA: Planícies de Areia de Geraldton e Avon Wheatbelt no norte, passando pela Planície Costeira de Swan e pela Floresta de Jarrah até as Planícies de Esperance e Mallee no sul.
Em 2019, o E. wandoo estava listado como espécie vulnerável pela União Internacional para a Conservação da Natureza (IUCN), como resultado de sua população gravemente fragmentada.

## Descrição
O Eucalyptus wandoo é uma árvore que normalmente atinge uma altura de 3 a 25 m e, às vezes, de 30 a 31 m, e tem uma CAP de 80 a 100 cm.:46 O tronco da árvore geralmente é reto e compreende de 50 a 65% da altura total da árvore. O E. wandoo pode ter uma vida longa, com algumas árvores com mais de 150 anos de idade e outras com mais de 400 anos. À medida que as árvores envelhecem, a taxa de crescimento secundário diminui, dificultando a determinação precisa da idade. Ela forma um lignotúber discreto, o tubérculo lenhoso que começa a se desenvolver próximo à base das mudas, mas pode se tornar enorme em árvores mais velhas e contém gomos epicórmicos embutidos que permitem que a planta se regenere após a destruição da copa em decorrência de incêndio ou seca.
Mudas, árvores jovens e rebrota de talhadia têm casca áspera e fibrosa marrom-amarelada nos caules, que se tornam mais suaves à medida que as árvores amadurecem. Os caules das mudas podem ser circulares ou quadrados na seção transversal e têm um revestimento pulverulento. As árvores mais velhas têm casca branca pulverulenta ou não pulverulenta, muitas vezes com manchas brancas, cinzas ou marrom-claras, dando ao tronco uma aparência mosqueada. Camadas antigas de casca de cor mais escura estão espalhadas e frouxas e são desprendidas em flocos; não é incomum que alguns flocos persistam no tronco por muito tempo.:30 A casca se desprende em placas irregulares.:16 Os galhos não têm um revestimento pulverulento como a casca das árvores mais velhas. O cilindro central macio de tecido interno, a medula, contém muitas glândulas.
As plantas jovens e a rebrota da talhadia têm folhas verde-azuladas dispostas de forma oposta (no mesmo nível, mas em lados diretamente opostos de seu eixo comum) por dois a quatro nós, onde as folhas surgem e, em seguida, dispostas alternadamente (encontradas individualmente em diferentes níveis ao longo do caule). As folhas podem ser em forma de ovo, amplamente em forma de lança ou em forma de D. As folhas podem ter um comprimento de 45 a 150 mm e uma largura de 25 a 75 mm. As folhas adultas têm o mesmo tom de verde-acinzentado ou azul-acinzentado em ambos os lados, mas às vezes podem ser de um verde brilhante. As folhas adultas são em forma de lança ou têm uma forma de lança curvada. As folhas adultas têm 75 a 125 mm de comprimento e 10 a 28 mm de largura em um pecíolo de 10 a 20 mm de comprimento. As nervuras laterais das folhas estão em um ângulo maior que 45° em relação à nervura central e há uma reticulação moderada a densa; as glândulas de óleo das folhas são encontradas nas interseções das nervuras.
As inflorescências estão dispostas nas axilas das folhas em grupos de nove a dezessete em um pedúnculo não ramificado de 8 a 20 mm de comprimento, os gomos individuais em pedicelos de 3 a 5 mm de comprimento. Os gomos maduros são fusiformes, mas curvadas e com uma cicatriz presente; têm de 8 a 14 mm de comprimento e de 2 a 4 mm de largura, com uma caliptra cônica de até duas vezes o comprimento do hipanto. Há alguns estames externos eretos; a maioria dos estames é curvada acentuadamente para baixo até certo ponto. As anteras oblongas estão presas dorsalmente ao filamento e se abrem espontaneamente por meio de fendas longitudinais. Tem um estilete reto e longo e um estigma rombudo a arredondado que leva ao ovário, que tem de três a quatro cavidades contendo quatro fileiras de óvulos dispostas verticalmente. A floração ocorre entre março e junho para o Eucalyptus wandoo encontrado ao norte do rio Avon [en]; esses são conhecidos como E. wandoo de inverno. O E. wandoo de primavera encontrado ao sul de Wandering [en] floresce na primavera e no início do verão ou de setembro a janeiro, enquanto o E. wandoo de verão, também encontrado ao sul de Wandering, floresce de janeiro a fevereiro. As flores são brancas ou de cor creme. O pólen e o néctar são uma fonte valiosa de proteínas, vitaminas, gorduras e minerais para as abelhas.:iii A análise dos aminoácidos no pólen produziu resultados de 1,69-1,91% de ácido aspártico, 2,23-2,54% de ácido glutâmico, 2,52-2,67% de prolina e 1,63-1,69% de arginina. A quantidade total de proteína no pólen foi de 21,8-23,7%.:19 
O fruto é uma cápsula lenhosa de 6 a 10 mm de comprimento e 5 a 6 mm de largura, com as válvulas próximas ao nível da borda. Os frutos lenhosos que se formam após a floração têm formato cilíndrico a oblongo-obcônico e estão em hastes de 0,1 a 0,4 cm de comprimento. Os frutos têm de 0,6 a 1 cm de comprimento e uma largura de 0,5 a 0,6 cm, com um disco descendente e três a quatro válvulas que estão no nível da borda ou fechadas. As sementes internas têm um formato subesférico a cuboide com uma superfície lisa de cor palha a marrom médio. As sementes têm de 0,7 a 1,3 mm de comprimento, com marcas (hilo) no revestimento da semente, onde ela já esteve presa à parede do ovário.
A espécie tem um número de cromossomos haploides de 12.

## Taxonomia
O Eucalyptus wandoo foi descrito pela primeira vez em 1934 pelo botânico australiano William Faris Blakely em seu livro A Key to the Eucalypts. O epíteto específico “wandoo” vem do nome Noongar para a árvore. O espécime-tipo foi coletado pelo colecionador inglês Augustus Frederick Oldfield em uma planície de areia ao longo do rio Kalgan. O holótipo é mantido nos Reais Jardins Botânicos de Kew.
Em 1991, Murray Ian Hill Brooker e Stephen Donald Hopper descreveram duas subespécies e os nomes foram aceitos pelo Censo Australiano de Plantas [en] e pela Plants of the World Online:
- Eucalyptus wandoo subsp. pulverea[23] tem casca pulverulenta, ramos glaucos e folhas juvenis maiores do que o autônimo.[14][22]

- Eucalyptus wandoo subsp. wandoo[24] tem casca que não é pulverulenta, casca nova amarela, ramos que não são glaucos e folhas juvenis mais estreitas do que as da subespécie pulverea.[14][22]

A Plants of the World Online, mas não o Censo Australiano de Plantas, lista o Eucalyptus redunca var. elata, formalmente descrito em 1867 por George Bentham na obra Flora Australiensis [en], como sinônimo de E. wandoo.
E. wandoo faz parte do subgênero Symphyomyrtus e pertence à seção Bisectae e à subseção Glandulosae, todas com cotilédones bissectados, uma cicatriz no opérculo e onde glândulas de óleo são encontradas na medula dos ramos. Na subseção Glandulosae, o wandoo forma um grupo de 14 espécies que fazem parte da série Levispermae e da subsérie Cubiformes. Todas essas subséries têm uma semente lisa em forma de cuboide e gomos estreitos em forma de fuso que têm alguns estames eretos e outros deflexionados.
A árvore tem parentesco mais próximo com o Eucalyptus capillosa [en] e o Eucalyptus nigrifunda [en]. A casca do E. capillosa geralmente é mais colorida do que a do E. wandoo e o E. nigrifunda geralmente retém uma casca basal mais áspera do que o E. wandoo. O E. wandoo também está intimamente relacionado ao  Eucalyptus salmonophloia. Embora o Eucalyptus accedens [en] seja conhecido como powderbark wandoo, ele pertence a uma série taxonômica.
O E. accedens é facilmente confundido com o E. wandoo, e os dois são frequentemente encontrados crescendo nos mesmos tipos de solo. O E. wandoo geralmente é uma árvore maior e o E. accedens geralmente tem uma coloração alaranjada na casca. Quando esfregada com a mão, a casca do E. accedens se desprende como um pó branco.

## Distribuição e habitat
O E. wandoo ocorre no sudoeste da Austrália Ocidental, desde Morawa, ao norte, estendendo-se para o sul através da Darling Range até a Stirling Range e a costa sul, perto do rio Pallinup. Há uma população periférica encontrada a leste de Narembeen, na Reserva Twine. Cresce em solos arenosos, argilosos e pedregosos,:45 que podem conter laterita, granito ou cascalho como parte de uma paisagem ondulante. É encontrado ao longo da base da Darling Scarp e se espalha para o sul e para o leste até o Wheatbelt e até o Great Southern. É nativo das seguintes biorregiões do IBRA: Planícies de Areia de Geraldton e Avon Wheatbelt ao norte, passando pela Planície Costeira de Swan e pela Floresta de Jarrah até as Planícies de Esperance e Mallee ao sul. O E. wandoo está ausente das áreas de alta pluviosidade entre essas regiões. A subespécie pulverea é menos comum e ocorre entre Cataby [en] e Morawa. Geralmente é encontrada em altitudes de 100 a 300 m em vales ou em planaltos e cumes, onde há um clima mediterrâneo e a maior parte das chuvas ocorre nos meses de inverno, com uma precipitação média de 500 a 1.000 mm por ano, embora possa ser seco durante seis a sete meses do ano. A faixa de temperatura média é geralmente de 2 a 35 °C. Frequentemente, faz parte de florestas com a presença de Eucalyptus marginata em áreas de precipitação média, mas não costuma ser encontrada em áreas de precipitação alta. A árvore forma uma floresta aberta, onde frequentemente forma o bosque superior misturado com árvores de Eucalyptus marginata e  Corymbia calophylla. O desmatamento agrícola alterou significativamente a distribuição da árvore e agora ela tem uma distribuição fragmentada e está situada principalmente em reservas de conservação, florestas estaduais, em margens de estradas e como árvores de cercado.
Ela é capaz de crescer em solos levemente salinos e pode tolerar níveis de salinidade de 50-100 mS/m. É considerada uma espécie moderadamente tolerante ao sal quando comparada a outras espécies de eucalipto endêmicas da Austrália Ocidental.:76:78
O E. wandoo foi introduzido em partes da África. Ele é cultivado no sul da África, bem como na Tunísia e na Argélia.
A árvore também é cultivada nos Estados Unidos, nos estados do Arizona e da Califórnia.

## Status de conservação
Ambas as subespécies de E. wandoo são classificadas como “não ameaçadas” pelo Departamento de Parques e Vida Selvagem do governo da Austrália Ocidental. O declínio do habitat e da copa do E. wandoo foi estudado. Estima-se que tenha havido um declínio no tamanho da copa das árvores de E. wandoo desde a década de 1980, o que se deve a um declínio na saúde da população. Acredita-se que algumas das causas sejam a mudança nos regimes de incêndio, a variabilidade climática, o desmatamento, a atividade de fungos e insetos e a salinidade. O E. wandoo é endêmico nas partes do sudoeste da Austrália Ocidental, onde já foi muito difundido. Atualmente, restam apenas cerca de 5% do habitat da árvore, sendo que o restante foi desmatado para a agricultura.:107
Em 2019, o E. wandoo estava listado como espécie vulnerável pela União Internacional para a Conservação da Natureza (IUCN). A população foi descrita como estável, mas severamente fragmentada e atualmente está espalhada em uma área de mais de 14.000 km² em comparação com uma área pré-desmatamento de mais de 92.000 km².

## Ecologia

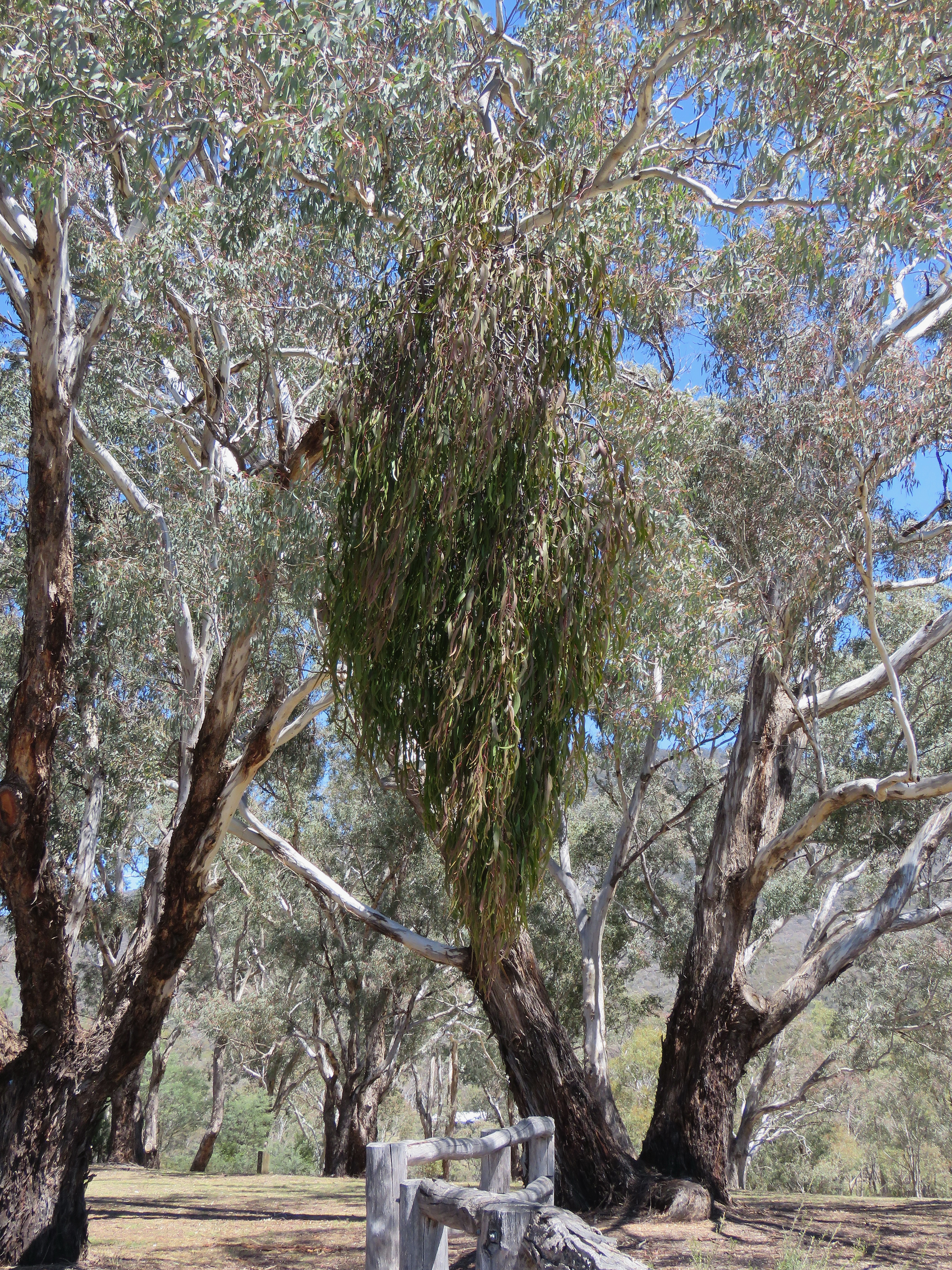
Amyema miquelii, uma espécie de visco, crescendo em uma árvore de Eucalyptus.

As florestas formadas pelo E. wandoo são compostas por bosques abertos de árvores amplamente espaçadas sobre sub-bosques esparsos de arbustos, gramíneas e ervas. A variedade de plantas que florescem ao longo do ano fornece uma fonte constante de néctar para os pássaros, inclusive os melifagídeos, bem como para os insetos. Os insetos, então, fornecem uma fonte de alimento para outros pássaros, incluindo a assobiadeira-dourada [en], o Eopsaltria griseogularis e o Climacteris rufus. O E. wandoo é vital para a vida selvagem nativa, com várias espécies de animais usando ocos de árvores e galhos caídos como habitat. As flores são uma boa fonte de néctar para pássaros e insetos. A casca e a folhagem da árvore abrigam uma grande quantidade de aranhas e insetos, incluindo baratas nativas, besouros e moscas. Esses organismos são importantes para a polinização, dispersão de sementes e reciclagem de nutrientes, além de atrair pássaros insetívoros. O E. wandoo atua como planta hospedeira para a espécie parasita de visco Amyema miquelii [en].:82 As cavidades em árvores vivas ou mortas com diâmetro na altura do peito superior a 300 mm são áreas de nidificação conhecidas para espécies como a cacatua-negra-de-carnaby. As aves usam esses locais, quando situados em bosques ou florestas, como habitat de reprodução. Sabe-se também que as cacatuas-negras-de-carnaby usam as flores e sementes como fonte de alimento e as árvores como local de pouso. Os troncos ocos dessas árvores encontrados no solo são usados como habitat pelas equidnas na região do Wheatbelt.

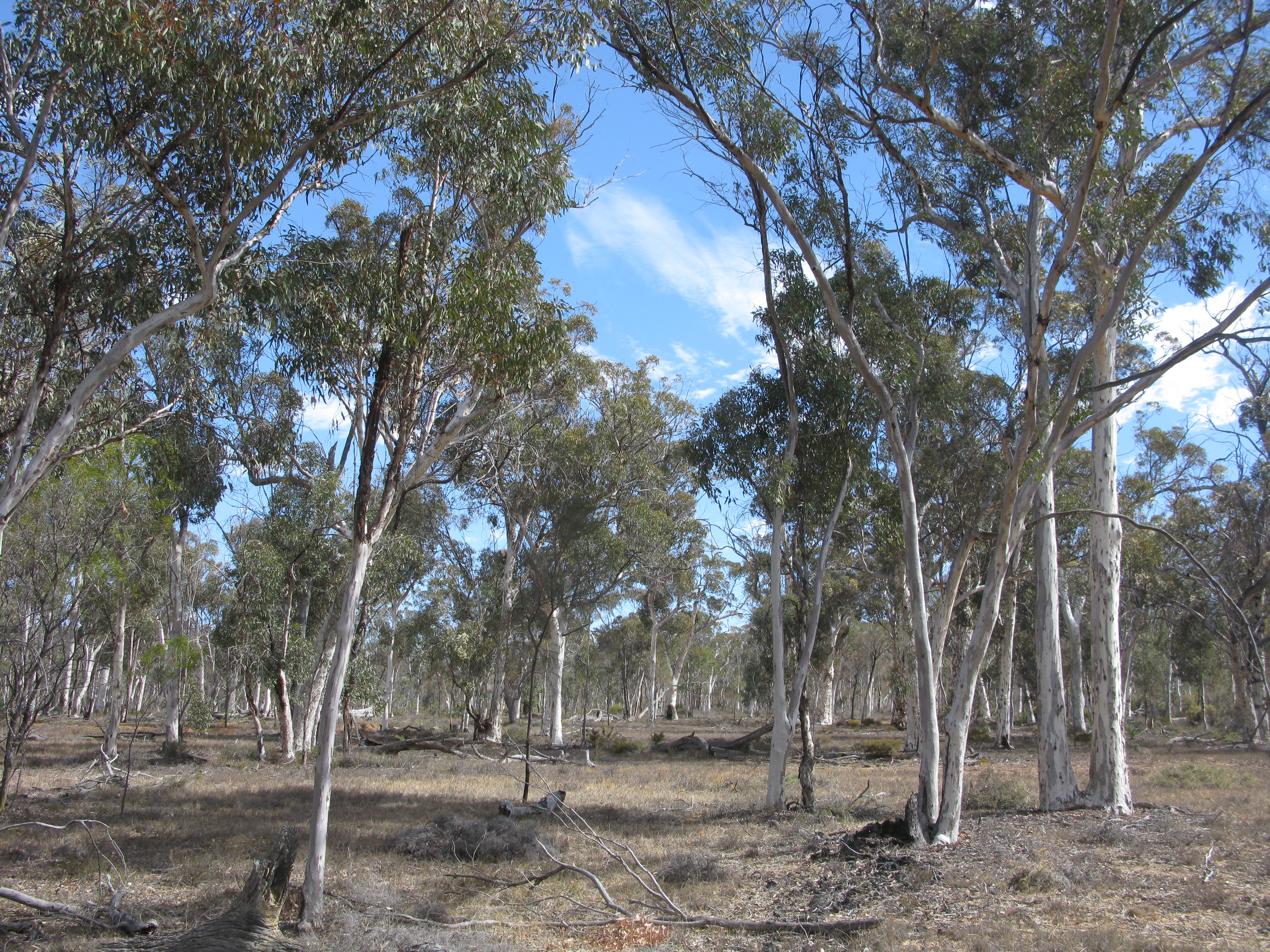
Bosque com E. wandoo.

### Destruidores
O E. wandoo é afetado pelo besouro Cisseis fascigera, causando uma condição conhecida como declínio da copa. O besouro deposita seus ovos na casca dos galhos durante os meses de verão. Depois que os ovos eclodem, as larvas penetram diretamente nos galhos e consomem a casca e o tecido do câmbio por baixo dos galhos e ramos, danificando o tecido do galho. Consequentemente, ocorre o embandeiramento (quando grupos de folhagem terminal morrem) e a morte dos galhos, geralmente no outono. As árvores também são afetadas por insetos psilídeos, que podem atacar a folhagem, causando descoloração e, em seguida, a perda das folhas.

### Reprodução
Grandes massas de flores brancas ou de cor creme são produzidas pela árvore entre dezembro e maio, mas as árvores individuais geralmente florescem em épocas diferentes e os estames masculinos amadurecem antes dos estigmas femininos. A floração ocorre entre março e junho para as árvores E. wandoo encontradas ao norte do rio Avon; esses são conhecidos como E. wandoo de inverno. O E. wandoo de primavera encontrado ao sul de Wandering floresce na primavera e no início do verão ou de setembro a janeiro, enquanto o E. wandoo de verão, também encontrado ao sul de Wandering, floresce de janeiro a fevereiro. A polinização por animais é necessária para que as flores estabeleçam as cápsulas de frutos lenhosos. As sementes geralmente têm uma dispersão limitada pelo ecossistema. As árvores de E. wandoo encontradas em áreas salinas e em populações menores tendem a produzir um número menor de frutos e sementes.

### Polinizadores
O E. wandoo é polinizado por pássaros e insetos e tem um sistema de acasalamento misto. Verifica-se que as árvores que fazem parte de populações menores têm níveis de polinização visivelmente mais altos do que as árvores que fazem parte de populações maiores. Até 65% do pólen que é transferido para as plantas em populações fragmentadas é proveniente de outras populações que estão localizadas a mais de 1 km de distância.

### Doenças
A árvore é suscetível à podridão da raiz causada pelo fungo Armillaria luteobubalina e é conhecida por ter uma alta taxa de mortalidade. O E. wandoo está entre os vários eucaliptos resistentes ao fungo Phytophthora cinnamomi, conhecido como dieback.

## Usos

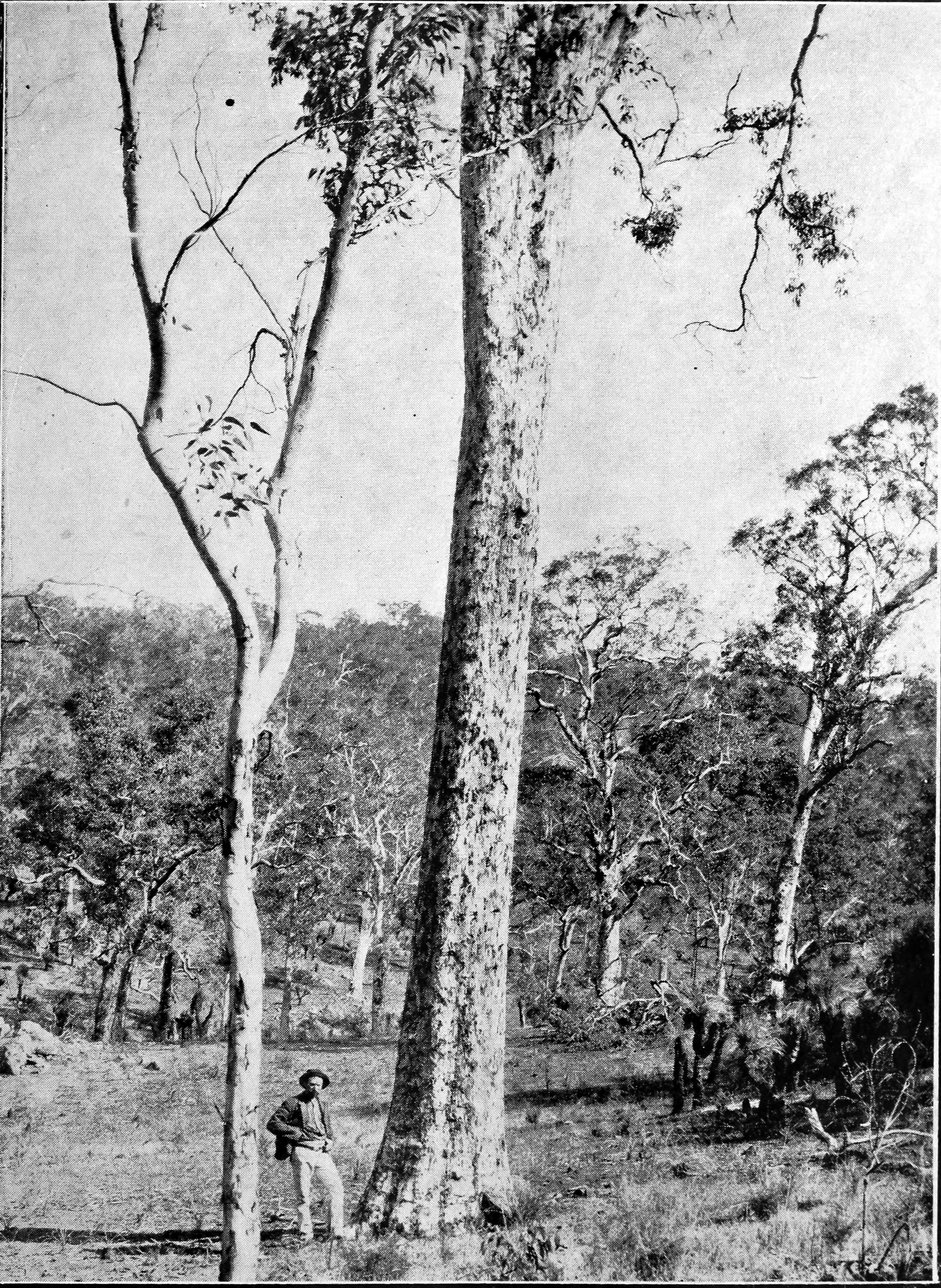
E. wandoo na obra de 1922, A primer of forestry, with illustrations of the principal forest trees of Western Australia.

Os povos indígenas Noongar usavam o E. wandoo como planta medicinal com propriedades antibióticas e as folhas eram cozidas no vapor ou usadas para fazer cataplasmas para aliviar a congestão. A goma seca da planta era moída e utilizada como pomada.
O E. wandoo também tem partes externas das raízes que são suculentas e doces e eram raspadas e consumidas. Quando as flores são embebidas em água por algum tempo, elas produzem uma bebida doce. A madeira dessa espécie é extremamente densa, com uma densidade seca ao ar de 1.100 kg/m³ e uma densidade verde de 1.100 kg/m³,:46 e é usado para uma série de finalidades de construção pesada, inclusive como dormentes de trem, postes e pisos de madeira.:46 O E wandoo era conhecido por ser a madeira mais adequada para a produção de dormentes de trem. Antigamente, havia uma indústria de extração de tanino da casca e da madeira. Atualmente, a madeira não está muito disponível, pois as florestas de E. wandoo são preservadas para recreação e proteção de bacias hidrográficas.:46 A madeira e a casca contêm de 10 a 12% de tanino. Na década de 1960, mais de 68.000 toneladas longas de E. wandoo foram usadas para produzir tanino para os setores de petróleo, couro e pesca. A madeira tem cor amarela a marrom-avermelhada clara, é texturizada com um grão ondulado a entrelaçado e é considerada extremamente durável e resistente a cupins.:46 A madeira também não apresenta reações químicas com fixações de metal. Na década de 1960, foram colhidas toras de moinho de 76×103 m³ da madeira. A demanda pela madeira era tanta que as serrarias em Narrogin [en] e Boyup Brook [en] dependiam inteiramente do fornecimento de E. wandoo.
Quando seca, a madeira de E. wandoo está entre as mais duras da Austrália, quando medida pelo teste de dureza Janka. Com 15.000 kN, a madeira de E. wandoo é duas vezes mais dura que a Eucalyptus marginata e tem dureza comparável à da Eucalyptus paniculata, o que a torna a segunda ou terceira madeira mais dura da Austrália. E. wandoo tem uma classificação de densidade de 1.280 kg/m³, o que a torna a espécie mais densa de eucalipto verdadeiro da Austrália.:46 De acordo com o CSIRO 1996 Timber Durability Class Ratings, que avalia a resistência natural ou a durabilidade do cerne de várias espécies de madeiras australianas, o E. wandoo tem uma classificação de “1 para apodrecimento” e “1 para apodrecimento + cupins”, classificando-o como uma madeira da mais alta durabilidade natural.:46
O E. Wandoo também é famoso pelo mel produzido pelas abelhas a partir do pólen e do néctar da árvore e é um dos pilares do setor de apicultura da Austrália Ocidental.
Os óleos essenciais também podem ser extraídos das folhas. A composição e a quantidade de óleo variam de planta para planta, mas as folhas podem conter até 1,8% de óleo essencial, incluindo produtos químicos como cimeno [en], pineno, terpineno [en] e 1,8-eucaliptol. Em um estudo de 2021, descobriu-se que as folhas de E. wandoo cultivadas na Tunísia continham 2% de óleo essencial, com 37,7% do óleo sendo composto por 1,8-eucaliptol, 35,8% de cimeno, 6,5% de β-pineno e 3,9% de γ-terpineno. Descobriu-se que o óleo tem propriedades antibióticas contra seis cepas bacterianas.